# Gomphichis plantaginifolia
Gomphichis plantaginifolia är en orkidéart som beskrevs av Charles Schweinfurth. Gomphichis plantaginifolia ingår i släktet Gomphichis och familjen orkidéer. Inga underarter finns listade i Catalogue of Life.